# Europese Groene Partij

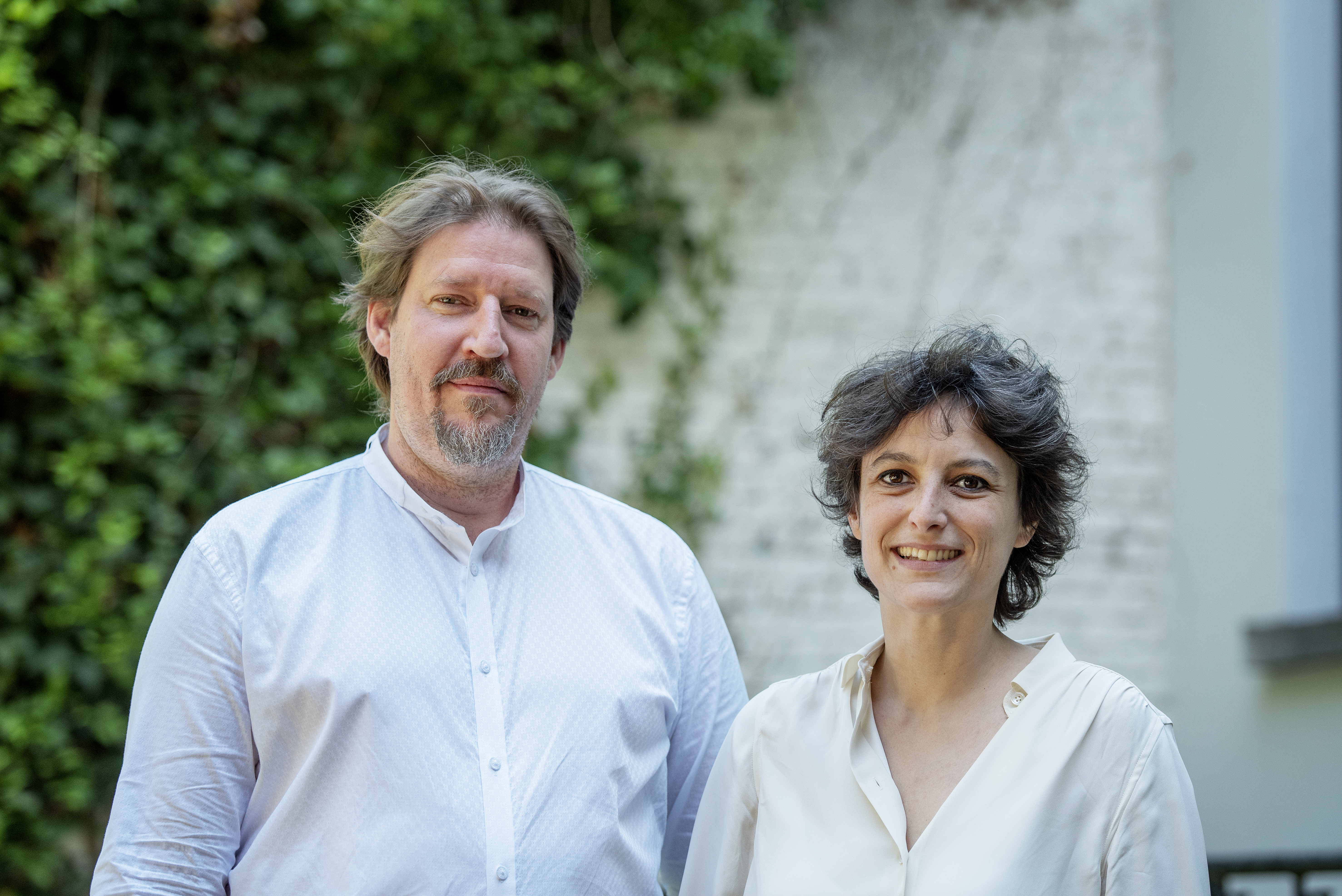
Thomas Waitz en Mélanie Vogel, voorzitters van de Europese Groene Partij.

De Europese Groene Partij (EGP) is een groene Europese politieke partij. Ze werd opgericht op 22 februari 2004 door de toenmalige leden van de Europese Federatie van Groene Partijen (EFGP). De Europese Groene Partij maakt sinds 1999 deel uit van de fractie van De Groenen/Vrije Europese Alliantie in het Europees Parlement.

## Geschiedenis
Op 22 februari 2004 werd de Europese Groene Partij opgericht in Rome, als eerste pan-Europese partij. De samenwerking tussen groene partijen kende al een langere geschiedenis met tussen 1979 en 1993 de Coordination of European Green and Radical Parties en tussen 1993 en 2004 de Europese Federatie van Groene Partijen. In 1999 begon de samenwerking met de Europese Vrije Alliantie, die tot op heden duurt. In 1994 en 1999 wonnen groene partijen respectievelijk 20 en 38 zetels in het Europees Parlement. In 2004 kregen de leden van de EGP 35 zetels, in 2009 46 zetels en in 2014 38 zetels.

## Financiering
Als geregistreerde Europese politieke partij heeft de partij recht op Europese publieke financiering, die de partij onafgebroken sinds 2004 heeft ontvangen.
Hieronder staat de ontwikkeling van de Europese publieke financiering die de partij heeft ontvangen.
Bedrag (€)Europese overheidsfinanciering van Europese politieke partijen01.000.0002.000.0003.000.0004.000.0005.000.0002004200720102013201620192022Maximumbedragen aan overheidsfinancieringDaadwerkelijk ontvangen bedragen aan overheidsfinanciering
In overeenstemming met de Verordening inzake Europese politieke partijen en Europese politieke stichtingen, werft de partij ook private fondsen om haar activiteiten mede te financieren. Vanaf 2025 moeten Europese partijen ten minste 10% van hun vergoedbare uitgaven uit particuliere bronnen halen, terwijl de rest kan worden gedekt met Europese overheidsfinanciering.
Hieronder staat de ontwikkeling van de bijdragen en donaties die de partij heeft ontvangen.
Bedrag (€)Bijdragen van Europese politieke partijen0100.000200.000300.000400.000500.000600.00020042008201220162020EGP
Bedrag (€)Donaties van Europese politieke partijen0200040006000800010.0002004200720102013201620192022EGP

## Leden

### Politieke partijen

#### Huidige leden

Leden

| Land of regio       | Naam                                                 |
| ------------------- | ---------------------------------------------------- |
| Albanië             | Albanian Green Party                                 |
| België              | Ecolo (Waals Gewest en Brussel)                      |
| België              | Groen (Vlaams Gewest en Brussel)                     |
| Bulgarije           | Зелена партия/Zelena Partia                          |
| Cyprus              | Kinima Oikologon Perivallontiston (Griekse deel)     |
| Duitsland           | Bündnis 90/Die Grünen                                |
| Denemarken          | Socialistisk Folkeparti                              |
| Estland             | Eestimaa Rohelised                                   |
| Finland             | Vihreä liitto                                        |
| Frankrijk           | Europe Écologie-Les Verts                            |
| Georgië             | Sakartvelo's mtsvaneta partia                        |
| Griekenland         | Οικολόγοι Πράσινοι                                   |
| Hongarije           | Zöld Demokraták Szövetsége                           |
| Hongarije           | Lehet Más a Politika                                 |
| Ierland             | Green Party/Comhaontas Glas                          |
| Italië              | Federazione dei Verdi                                |
| Letland             | Latvijas Zaļā partija                                |
| Luxemburg           | Déi Gréng                                            |
| Malta               | Alternattiva Demokratika Malta                       |
| Nederland           | GroenLinks                                           |
| Noorwegen           | Miljøpartiet De Grønne                               |
| Oekraïne            | Партія Зелених України/Partia Zelenych Ukrajny       |
| Oostenrijk          | Die Grünen                                           |
| Polen               | Partia Zieloni                                       |
| Portugal            | Partido Ecologista "Os Verdes"                       |
| Roemenië            | Partidul Verde                                       |
| Rusland             | Зелёная Альтернатива/Zeljonaja Alternativa           |
| Slovenië            | Stranka mladih - Zeleni Evrope                       |
| Slowakije           | Strana Zelených na Slovensku (SZS)                   |
| Spanje              | EQUO                                                 |
| Spanje              | Iniciativa per Catalunya Verds                       |
| Tsjechië            | Strana Zelených                                      |
| Verenigd Koninkrijk | Green Party of England and Wales (Engeland en Wales) |
| Verenigd Koninkrijk | Scottish Green Party (Schotland)                     |
| Zweden              | Miljöpartiet de Gröna                                |
| Zwitserland         | Grüne/Les Verts/I Verdi                              |

#### Kandidaat-leden
| Land of regio | Naam                            |
| ------------- | ------------------------------- |
| Kroatië       | Održivi razvoj Hrvatske         |
| Turkije       | Yeşiller ve Sol Gelecek Partisi |

#### Waarnemende leden
| Land of regio | Naam                          |
| ------------- | ----------------------------- |
| Azerbeidzjan  | Azerbaijangreens              |
| Bulgarije     | Zelenite                      |
| Rusland       | Zelenaya Rossia               |
| Servië        | Zeleni                        |
| Wit-Rusland   | Bielaruskaya partija Zialonye |

#### Voormalige leden
- De Grønne (Denemarken) waren van de oprichting tot mei 2008 lid.
- Los Verdes (Spanje) waren tot mei 2012 lid.
- De Groenen (Nederland) waren tot november 2017 lid.[5]

### Individuele leden
De partij heeft ook een aantal individuele leden, hoewel zij, net als de meeste andere Europese partijen, niet heeft geprobeerd een massaal individueel lidmaatschap te ontwikkelen.
Hieronder staat de ontwikkeling van het individuele lidmaatschap van de partij sinds 2019.
Individuele ledenIndividuele leden van Europese politieke partijen0102030405060201920202021202220232024EGP

## Vertegenwoordiging in Europese instellingen
| Organisatie     | Instelling                                           | Zetelaantal  |
| --------------- | ---------------------------------------------------- | ------------ |
| Europese Unie   | Europees parlement                                   | 44 / 720(6%) |
| Europese Unie   | Europese Commissie                                   | 0 / 27(0%)   |
| Europese Unie   | Europese Raad (Regeringsleiders)                     | 0 / 27(0%)   |
| Europese Unie   | Raad van de Europese Unie (Deelname aan de regering) |              |
| Europese Unie   | Europees Comité van de Regio's                       | 10 / 329(3%) |
| Raad van Europa | Parlementaire Vergadering (binnen SOC)               | 157 / 612    |